# Argentodites coloniensis
Argentodites coloniensis es un posible mamífero multituberculado del Cretácico de Argentina. Es la única especie del género Argentodites y se lo conoce a partir de una única cuarta premolar inferior (p4) en forma de navaja, proveniente de la formación de La Colonia, que corresponde prácticamente o completa al Maastrichtiense (el último piso faunal del Cretácico). La p4 medida 4,15 mm de longitud y presenta seis cúspides en el  margen superior y largas crestas asociadas en cada banda. El esmalte se compone de prismas cubiertos total o parcialmente por una funda, situados a una media de 6,57 μm el uno del otro. Zofia Kielan-Jaworowska describió y dio nombre al fósil en el año 2007. Basándose en la forma del diente y las características del esmalte, sugirió que se trataba de un multituberculado y posiblemente un cimolodonta (un grupo de mamíferos mayoritariamente boreales que llegaron a Argentina desde Norteamérica). Aun así, en el 2009 dos equipos de investigadores argumentaron que Argentodites podría ser similar o idéntico al feruglioterio, un miembro del pequeño grupo austral de los gondwanaterios. A pesar de que todavía se debate la filiación, los mismos gondwanaterios podrían ser multituberculados.

## Descubrimiento y etimología
A. coloniensis es conocido a partir de un único diente premolar, denominado MPEF 604 y custodiado en las colecciones del Museo Paleontológico Egidio Feruglio de Trelew (Argentina). Proviene de la parte central de la formación de La Colonia, en la provincia de Chubut (Argentina), que corresponde al Cretácico superior (Maastrichtiense y posiblemente una parte del Campaniense). En 2007, Zofia Kielan-Jaworowska y colaboradores describieron el premolar como un nuevo género y una nueva especie, Argentodites coloniensis. El nombre genérico Argentodites combina el nombre "Argentina" y el étimo griego antiguo hodites ("viajero"), que alude a la presunta migración de este animal desde Norteamérica hasta Argentina, mientras que el nombre específico coloniensis hace referencia a la formación de La Colonia.

## Morfología

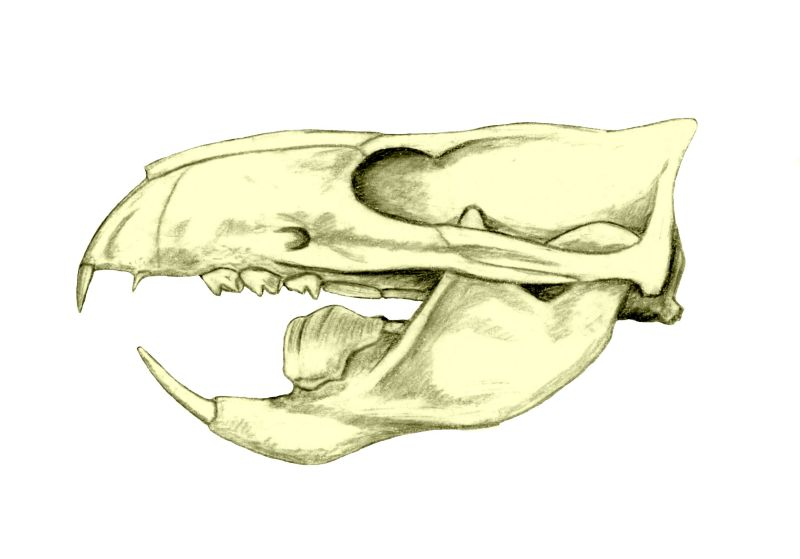
Cráneo del multitubercudo cimolodonta Ptilodus, con un gran cuarto premolar inferior (en el maxilar inferior, detrás del incisivo)

El único espécimen conocido de A. coloniensis es un cuarto premolar inferior (p4) en forma de navaja. Mide 4,15 mm de longitud, 2,10 mm de altura y 1,35 mm de anchura. La corona está casi completa, pero falta gran  parte de las raíces. Kielan-Jaworowska valoró dos posibles orientaciones del diente, una con el margen posterior casi vertical y la otra con el margen inclinado cabeza atrás, y al final se decidió por la primera, que daba un posicionamiento más natural de las raíces. A pesar de que la derecha y la izquierda del diente son casi idénticas, consideró que lo más probable es que el diente fuera una p4 del lado izquierdo, con el lado lingual más convexo cómo es habitual en las p4 de los multituberculados cimolodontes dotados de una p4 grande.
La raíz anterior es más grande que la posterior. Vistos desde el lado, los márgenes superior y posterior son rectos, pero el anterior es convexo. El margen superior presenta una hilera de ocho cúspides, la primera de las cuales se encuentra a una distancia del margen anterior equivalente a un tercio de la longitud del diente. La última es la única que se ve desgastada, cosa que indica que el diente pertenecía a un animal joven. Hay unas largas crestas que se extienden en diagonal y ninguno adelante desde las cúspides hasta los bordes lingual y labial del diente. Las siete primeras crestas de cada lado están conectadas a las cúspides correspondientes, pero las octavas no llegan tan lejos. A ambos lados del diente, hay unas pequeñas crestas situadas detrás la octava cresta que se extienden hasta el margen posterior, denominadas "cresta posterolabial" y "cresta posterolingual". El borde lingual presenta una cresta todavía más pequeña.
Se ha conservado en buenas condiciones casi todo el esmalte dental del diente, que se compone de prismas (fajos de cristales de hidroxiapatita) de un diámetro mediano de 3,8 μm. La mayoría de prismas están totalmente cubiertos por una funda, pero en algunos esta funda está abierta. Los prismas se curvan un poco hacia la superficie exterior del diente. Se pueden observar cristales de material interprismático situado entre los prismas, a un ángulo de unos 45°. La distancia media entre prismas es de 6,57 μm, de forma que hay unos 27.247 por mm².

## Clasificación
Kielan-Jaworowska y colaboradores clasificaron A. coloniensis cómo uno multituberculado, dentro de un diverso grupo de mamífero prehistórico de Laurasia que también es conocido a partir de unos cuántos restos dudosos o fragmentarios de Gondwana. Basándose en la microestructura del esmalte parecido a la de los ptilodontoideos, un subgrupo de cimolodontes, lo ubicaron sin mucha certeza en este clado. Por otro lado, el margen posterior recto recuerda al otro gran subgrupo de multituberculados (los plagiaulácidos), mientras que el margen superior de la p4 no es tan vuelta como en los ptilodontoideos. Consideraron A. coloniensis como una especie diferente de MACN-RN 975, un fósil fragmentario de maxilar inferior con p4 de la formación de Los Alamitos (Cretácico superior de Argentina) que describieron como multituberculado "plagiaulácido", ya que la p4 de MACN-RN es rectangular y tiene menos cúspides. Creían que A. coloniensis era un inmigrante de Norteamérica, pero no pudieron determinar con precisión en qué momento del Cretácico llegó a Sudamérica.
En un artículo sobre la filiación de los gondwanaterios publicado en el año 2009, Yamila Gurovich y Roben Beck afirmaron que la diferencia de forma entre MACN-RN 975 y A. coloniensis es debida de al gran desgaste sufrido por el espécimen de Los Alamitos. Argumentaron que las partes no desgastadas del p4 son prácticamente idénticas a las partes correspondientes del p4 de A. coloniensis. Además, afirmaron que MACN-RN 975 presentaba tantas crestas como A. coloniensis y tenía una medida similar (un 15% más grande). Asignaron MACN-RN al gondwanaterio Ferugliotherium y, por lo tanto, sostuvieron que Argentodites probablemente corresponde al feruglioterio o una especie cercana. El mismo año, Guillermo Rougier y colaboradores también sugirieron que A. coloniensis podría ser muy cercano al feruglioterio en un artículo sobre los mamíferos de la formación de Allen, otra unidad rocosa del Cretácico argentino. El feruglioterio es uno gondwanaterio encontrado en depósitos del Cretácico superior de Argentina, mientras que los gondwanaterios en sí son un grupo pequeño y enigmático del Cretácico superior y el Paleógeno de Sudamérica, la Antártida, Madagascar, la India y posiblemente Tanzania. A pesar de que la posición evolutiva de los gondwanaterios todavía es objeto de debate, los dos equipos que han identificado A. coloniensis como un gondwanaterio consideran que los gondwanaterios o bien son multituberculados o bien son parientes cercanos.